# Matheson Lang
Matheson Alexander Lang (15 de mayo de 1879 – 11 de abril de 1948) fue un actor y dramaturgo británico, nacido en Canadá. Es recordado sobre todo por sus actuaciones en Gran Bretaña en obras de Shakespeare.

## Biografía
Lang nació en Montreal, Canadá, y su padre era el Reverendo Gavin Lang de Inverness, Escocia. Se educó en el Inverness College y en la Universidad de St. Andrews.
Debutó en el teatro en 1897. Fue conocido por sus papeles en obras de William Shakespeare tales como Hamlet, Macbeth, y Romeo y Julieta. También actuó en obras de Henrik Ibsen y George Bernard Shaw. Trabajó en las compañías teatrales de Francis Robert Benson, Lillie Langtry, y Ellen Terry.
En 1903 se casó con la actriz Nellie Hutin Britton en Londres. En 1906 fue Tristram en la pieza de Joseph Comyns Carr Tristram and Iseult, en el Teatro Adelphi,  con Lily Brayton como Iseult y Oscar Asche como Rey Mark; la mujer de Lang fue Arganthael. 
Lang y su esposa posteriormente formaron su propia compañía, la cual hizo giras por la India, Sudáfrica, y Australia entre 1910 y 1913 representando obras de Shakespeare. En 1913, Lang volvió a Inglaterra y creó uno de sus más memorables papeles, el principal de Mr. Wu. Retomó el personaje en un film mudo de 1919, y se identificó de tal manera con el papel que tituló sus memorias, publicadas en 1940, Mr. Wu Looks Back. En 1914, él y Britton produjeron con éxito La fierecilla domada, El mercader de Venecia, y Hamlet en el Teatro Old Vic.
En 1916, Lang fue una de las primeras estrellas teatrales en actuar en una película muda, concretamente como Shylock en El mercader de Venecia, con su esposa en el papel de Portia. Siguió actuando en el cine en más de 30 filmes, y fue una de las primeras estrellas cinematográficas británicas de la década de 1920. Entre sus papeles más destacados figuran los de Guy Fawkes (1923), Matthias en el Judío errante (1923) (con su esposa en el papel de Judith), Enrique IV de Francia en Henry, King of Navarre (1924), y Enrique V de Inglaterra en Royal Cavalcade (1935).
Lang también escribió las obras Carnival (1919) y The Purple Mask (1920), ambas producidas en Broadway y posteriormente trasladadas al cine.
En 1940 los Lang se encontraban en casa de un viejo amigo, el novelista Dornford Yates, y su esposa cerca de Pau, en Francia, cuando France se rindió en la Segunda Guerra Mundial, y tuvieron que escapar del avance alemán viajando a Portugal a través de España.
Matheson Lang falleció en Bridgetown, Barbados, a los 68 años de edad.

## Interpretaciones seleccionadas de Lang
- Tristram and Iseult, como Tristram (Teatro Adelphi, 1906)
- Pete, como Pete Quilliam (1908)